# Jumeirah Hangzhou Hotel
Le Jumeirah Hangzhou Hotel est un gratte-ciel de 200 mètres à Hangzhou en Chine.